# Touch Music
Touch (de vegades erròniament escrit 'Touch Records' i escrit de vegades Touch Music, el qual és tècnicament el vessant editorial de l'empresa) és una organització àudio-visual britànica, que opera amb l'etiqueta de Toch.

## Editorial
És el braç principal de l'empresa editorial multimèdia Touch amb base a Londres, establerta durant 1982 amb compositors com ara Oren Ambarchi, Christian Fennesz, Soliman Gamil, Hildur Guðnadóttir, Philip Jeck, Phill Niblock, BJNilsen (àlies Hazard), Yann Novak, Rosy Parlane, Peter Rehberg, Simon Scott, Claire M Singer, Carl Michael von Hausswolff, Bethan Kellough i Chris Watson (El Tren Fantasma) Jana Winderen en la seva plantilla.

## Etiquetes
Etiquetes pròpies:
- Touch
- Ash International
- OR
- Spire